# Schnapps
Schnapps (derivat de l'alemany: empassar) designa en les regions germanòfones qualsevol tipus d'aiguardent especialment amb més de 32º d'alcohol i especialment el produït a Alemanya, Àustria, Alsàcia, Lorena, o Suïssa. A Suècia i a Dinamarca se'n diu snaps però allà s'assembla més al vodka.
El terme designa normalment un aiguardent transparent, fermentat i destil·lat a partir de cereals, arrels o fruits, en particular de cireres (Kirschwasser), pomes, peres, préssecs, prunes, albercocs o de mirabolaners. Es fa fermentar el residu que queda després d'extreure el suc de les fruites. Al schnapps veritable no s'hi afegeix sucre ni aromatitzants. La taxa d'alcohol és pròxima als 40%.
Especialment a Amèrica del Nord hi ha un gran nombre de begudes alcohòliques que reben el nom genèric de schnapps, però que no responen a la definició que s'ha donat a dalt. Per exemple no procedeixen de la fermentació i posterior destil·lació i sovint incorporen ingredients com el sucre.